# Белая (приток Раты)
Белая (укр. Біла) — река в Яворовском, Львовском и Шептицком районах Львовской области Украины. Правый приток реки Рата (бассейн Вислы).
Берёт начало между холмами Расточья юго-западнее посёлка Магеров. Течёт по Надбужанской котловине с юго-запада на северо-восток. Впадает в Рату около села Бутыны.
Длина реки 40 км, площадь бассейна 180 км². Ширина долины в верхнем течении 200 м, в средней — 1-2 км. Пойма заболочена. Русло извилистое, шириной 5-7,5 м, дно ровное, песчаное. Глубина в среднем 0,7-1 м. Уклон реки 2,5 м/км. Используется для технического водоснабжения.
Главные притоки — Кунинский, Жабник (правые).